# San Francisco Nuxaño
San Francisco Nuxaño è un comune del Messico, situato nello stato di Oaxaca.